# Puppet Master: Doktor Death
A Puppet Master: Doktor Death egy 2022-es amerikai horrorfilm, melyet Dave Parker rendezett, Charles Band forgatókönyve alapján. Ez a tizennegyedik rész a Gyilkos bábok-sorozatban. A főszerepben Jenny Boswell, Emily Sue Bengtson, és Ashton Wolf látható.
A Doktor Death "R" korhatáros besorolást kapott erőszakos, véres jelenetei miatt.
Az Amerikai Egyesült Államokban 2022. október 28.-án mutatták be. A filmhez készült magyar nyelvű felirat.

## Történet
Az események egy Shady Oaks nevű idősek otthonában játszódnak. Egy fiatal orvostanhallgató, April most költözött a városba annak reményében, hogy itt új életet kezdhet. Az első munkanapján máris egy halálesettel kell szembesülnie. Feladata, hogy kolléganőjével karöltve átvizsgálja az elhunyt dolgait. A holmik között ráakad egy ártalmatlannak tűnő bábra, ami valójában Doktor Death, Toulon egyik vérszomjas bábja. Ahogy a holttestek száma egyre növekszik, senki sem tudja, ki áll a gyilkosságok hátterében, így az apró méretű hóhér előnybe kerül.

## Bábok
- Blade
- Pinhead
- Tunneler
- Jester
- Six Shooter
- Leech Woman

## Kritikai fogadtatás
A film általánosságban pozitív visszajelzéseket kapott a kritikusoktól.

## Megjelenés
A film 2023. március 14-én jelent meg DVD-n és Blu-ray-en az USA-ban. Magyarországon nem került forgalomba.